# Andy Grammer
Andy Grammer (Los Angeles, 3 dicembre 1983) è un cantautore statunitense.
Noto in particolare per il singolo Honey I'm Good, nella sua carriera Grammer ha pubblicato 4 album.

## Biografia
Figlio del noto cantante e musicista Red Grammer, Andy studia pianoforte, tromba e chitarra fin da bambino A 15 anni inizia a scrivere canzoni, mentre nel 2007 si laurea in discipline relative al mondo della musica. Il suo debutto nell'industria dell'intrattenimento avviene nel 2010, anno in cui pubblica il suo singolo di debutto Keep Your Head Up, per il quale viene pubblicato anche un video musicale che include la partecipazione dell'attore Rainn Wilson. Il video viene premiato come il più originale dell'anno da MTV, mentre il brano riesce ad entrare nella Billboard Hot 100.
L'album di debutto eponimo di Grammer viene pubblicato nel 2011; successivamente l'artista si dedica all'attività di opener per i concerti del gruppo Plain White T's. Seguono numerose altre esibizioni, incluse le attività di opener per Colbie Caillat e Natasha Beningfield. Segue la pubblicazione di due EP: Live From L.A nel 2012, Crazy Beautiful nel 2013.
Il 25 marzo 2014 l'artista ritorna in scena con il singolo Back Home, a cui fa seguito Honey, I'm Good. L'album viene pubblicato il 5 agosto 2014, ma conoscerà una maggiore esposizione mediatica verso gli ultimi mesi dall'anno grazie al successo tardivo di Honey, I'm Good: il brano riuscirà infatti ad entrare nella top 10 della Billboard Hot 100 ed a riscuotere un buon successo internazionale. Nel 2015 l'artista partecipa al talent show Dancing with the Stars e pubblica il singolo Good to Be Alive (Hallelujah), a cui segue una riedizione dell'album.
Nel 2016 Grammer pubblica il singolo Fresh Eyes, con cui ottiene nuovamente un notevole successo internazionale. Seguono i singoli Give Love e Smoke Clears e la pubblicazione del suo terzo album The Good Parts. Sempre nel 2016 l'artista collabora con la collega Rachel Platten nel brano Hey Hey Hallelujah, incluso nell'album Wildfire. Nel 2019, dopo un anno di pausa, l'artista pubblica il singolo Don't Give Up On Me dalla colonna sonora di A un metro da te. Nel mesi successivi, l'artista pubblica svariati singoli per poi pubblicare il suo quarto album Naive.
Nel 2020 l'artista pubblica vari singoli collaborativi: Best Of You con Elle King, I Found You Can con Cash Cash, Good Example con R3hab, Thousand Faces con Don Diablo. Negli anni successivi continua a pubblicare altri singoli e l'EP The Art of Joy, quest'ultimo reso disponibile nel giugno 2022.

## Stile e influenze
Grammer ha citato i seguenti artisti fra le sue principali esperienze: Jason Mraz, John Mayer, Jack Johnson, Coldplay, The Fray, OneRepublic, Common, Lauryn Hill, Jay-Z e Kanye West.

## Discografia

### Album in studio
- 2011 - Andy Grammer
- 2014 - Magazines or Novels
- 2017 - The Good Parts
- 2019 - Naive

### EP
- 2012 - Live from L.A.
- 2013 - Crazy Beautiful
- 2022 - The Art of Joy

### Singoli
- 2011 - Keep Your Head Up
- 2011 - Fine by Me
- 2012 - Miss Me
- 2014 - Back Home
- 2014 - Honey, I'm Good.
- 2015 - Good to Be Alive (Hallelujah)
- 2016 - Fresh Eyes
- 2017- Give Love (feat Lunchmoney Lewis)
- 2017 - Smoke Clears
- 2019 - Don't Give Up On Me
- 2019 - I Am Yours
- 2019 - Some Girl
- 2019 - Wish You Pain
- 2020 - Best Of You (feat. Elle King)
- 2020 - I Found You (feat. Cash Cash)
- 2020 - Good Experience (feat. R3HAB)
- 2020 - Thousand Faces (feat. Don Diablo)
- 2021 - Close to You (con R3hab)
- 2021 - Lean on Life
- 2021 - Damn It Feels Good to Be Me
- 2021 - Love Myself
- 2022 - Saved My Life
- 2022 - Good in Me